# اینگه‌مار هدنیوس
اینگه‌مار هدنیوس (انگلیسی: Ingemar Hedenius; ۵ آوریل ۱۹۰۸ – ۳۰ آوریل ۱۹۸۱) یک فیلسوف اهل سوئد بود. او بین سال‌های ۱۹۴۷ تا ۱۹۷۳ استاد فلسفه تجربی در شهر اوپسالا بود. در زمان خود او یکی از مشهورترین مخالفان مسیحیت سازمان‌یافته بود.

## زندگی‌نامه
هدنیوس در سال ۱۹۲۷از دانشگاه نوررا لاتین در استکهلم فارغ‌التحصیل شد. او در دانشگاه اوپسالا تحصیل کرد، اما در دانشگاه لوند دکترایش را گرفت و رشته دکتریش در مورد فیلسوف دین جورج برکلی بود، و حساسیت و الهیات در فلسفه برکلی را آموخت. دو فیلسوف که پس از نوجوانی تأثیر زیادی بر او گذاشتند، دیوید هیوم (۱۹۳۷) بود که اخلاق نامبرده در مطالعات اخلاق هیوم روی او تأثیر گذاشت و جی.ی.E. که دفاع او از احساسات مشترک موجب شد او را از فلسفه اوپسالا رها کند. او یک مجتهد بزرگ بود.
(Värdenihilism)؛ (فلسفه ارزشیابی) نظریه‌ای است که در فلسفه اوپسالا به وجود آمده‌است، بدین معنا که اظهارات ارزشی (اظهارات در مورد اخلاق، قانون، زیبایی شناختی، طعم ،...) مثلاً این بد است یا این زیباست، حقیقت ندارد و ستایش‌کننده بزرک ولفگانگ آمادئوس موتسارت بود.
پدر اینگه‌مار هدنیوس به نام اسراییل هدنیوس در استکهلم پزشک بود. او در سال ۱۹۲۳ رتبه استادی را به‌دست‌آورد و در سال ۱۹۲۷ واسطه پزشکی پادشاه شد. پدر همسر پرهدنیوس (۱۸۲۸–۱۸۹۶) استاد معروف در رشته آسیب‌شناسی بود و برای مدتی ریاست دانشگاه اوپسالا را بعهده داشت. مادرش آنا، متولد برگ، از یک خانواده عالی‌رتبه نروژی بود. والدین اینگه‌مار مذهبی بودند. او در گورستان قدیمی اوپسالا دفن شده‌است.

## اعتقاد و دانش
پر آروید اینگه‌مار هدنیوس به ویژه از طریق کتاب ایمان و دانش (۱۹۴۹) مشهور شد. این کتاب به یکی از جامع‌ترین بحث‌های فرهنگی در سوئد منجر شد. کتاب دربارهٔ حقیقت تدریس مسیحیت، همچنین در مورد موقعیت کلیسا در جامعه بود. او مسیحیت سازمان یافته را رد می‌کرد، حداقل در رشته‌ای که کلیسای سوئد (وزارت دین) را تشکیل داد.